# پرستوی بال‌زبر شمالی
پرستوی بال‌زبر شمالی (نام علمی: Stelgidopteryx serripennis) نام یک گونه از تیره پرستو است.